# 米基·阿路巴連拿
米基·阿路巴連拿·艾朗拜（西班牙語：Mikel Arruabarrena Aranbide，1983年2月9日—），生於西班牙托洛薩，西班牙足球運動員，司職中鋒，他擁有高大的身形及豐富的西甲比賽經驗。

## 球員生涯
阿路巴連拿生於西班牙托洛薩，在西甲名門畢爾包出道，並曾在一隊上陣，在2006年到08年轉會西乙球會奧沙辛拿B隊，直到2008夏季外闖到波蘭落班加盟波蘭甲組聯賽球會歷基亞，期間在2009年被外借到當時西乙球會伊巴，但不能阻止球隊降班，更與屬會歷基亞終止合約，留在伊巴。
2009球季，阿路巴連拿重返祖家加盟當時西乙的伊巴，在2013至14期間為伊巴贏得西班牙乙組聯賽冠軍，並助球會重返西甲，是球隊的升班功臣之一，曾任伊巴隊長的阿路巴連拿於2014/15球季在西甲取得9個入球，於2014年8月24日以1–0擊敗皇家蘇斯達的聯賽，首次為伊巴在西甲亮相，並打足整整90分鐘。他再在9月24日主場以1–1賽和維拉利爾的聯賽，在開賽8分鐘取得首個西班牙頂級聯賽入球。
2016年1月24日，阿路巴連拿被借到西乙球會韋斯卡。阿路巴連拿在2016年7月12日加盟香港超級聯賽球會東方，但在7月18日東方便宣佈因資金問題已經與阿路巴連拿解約，遂轉投塞浦路斯球會AEL利馬素。

## 榮譽
伊巴
- 西班牙乙組聯賽冠軍（英语：2013–14 Segunda División）（2013–14季度）

歷基亞
- 波蘭超級盃冠軍（2008–09季度）

## 外部連結
- Soccerway （页面存档备份，存于）
- Futbolme （页面存档备份，存于）
- BDFutbol （页面存档备份，存于）